# Севериану-ди-Алмейда
Севериану-ди-Алмейда (порт. Severiano de Almeida)  —  муниципалитет в Бразилии, входит в штат Риу-Гранди-ду-Сул. Составная часть мезорегиона Северо-запад штата Риу-Гранди-ду-Сул. Входит в экономико-статистический  микрорегион Эрешин. Население составляет 3948 человек на 2006 год. Занимает площадь 167,615 км². Плотность населения — 23,6 чел./км².

## История
Город основан 26 декабря 1963 года. 

## Статистика
- Валовой внутренний продукт на 2003 составляет 45.599.211,00 реалов (данные: Бразильский институт географии и статистики).
- Валовой внутренний продукт на душу населения на 2003 составляет 11.281,35 реалов (данные: Бразильский институт географии и статистики).
- Индекс развития человеческого потенциала на 2000 составляет 0,808 (данные: Программа развития ООН).